# Holy Terror
Holy Terror ist eine US-amerikanische Speed-Metal-Band aus North Hills (Kalifornien).

## Geschichte
Im Sommer des Jahres 1985 verließ Kurt Colfelt Agent Steel mit der Absicht, eine eigene Band zu gründen. Recht schnell stand für ihn der Name fest: „Holy Terror“ (engl. heiliger Terror) war eine umgangssprachliche Bezeichnung für ein Problem-Kind. Kurt mochte außerdem den religiösen Unterton des Namens.
Im Folgenden suchte er sich die Mitglieder für seine neue Band zusammen. Er besorgte sich die Telefonnummer des Schlagzeugers Jack Schwartz, der kurz zuvor aus Dark Angel hinausgeworfen wurde. Kurt Colfelt rief den Gitarristen Floyd Flanary an und lud ihn zu einer Jamsession ein. Jack Schwartz war ein Freund des Gitarristen Mike Alvord, der ebenfalls eingeladen wurde.
Nach kurzer Zeit zu viert entschloss sich die Band dazu, einen Sänger zu suchen. Eine Annonce wurde in der Zeitschrift The Recycler aufgegeben, auf welche sich unter anderem Keith Deen meldete. Kurt Colfelt musste diesen erst überreden, bei der Band als Sänger mitzumachen.
Nun komplett, machte sich die Urbesetzung daran, ein Demo-Tape aufzunehmen. Darauf enthalten waren vier Lieder, die Kurt Colfelt im Wesentlichen schon lange vorher fertiggestellt hatte. Diese Aufnahme schickten sie an viele Labels und Magazine und erhielten positives Feedback und sogar Fanbriefe.
Eines Tages war unter den Briefen auch einer des Musiklabels Music for Nations UK, in dem der Band ein Plattenvertrag angeboten wurde.
Jack Schwartz schloss ohne Absprache mit der restlichen Band sofort per Telefon den Vertrag ab. Daraufhin wollte Kurt ihn aus der Band werfen, Jack jedoch wollte nicht gehen. Die Situation eskalierte und Kurt schlug Jack auf die Nase, ein Schritt, den er später bereute.
Auf der Suche nach einem neuen Schlagzeuger inserierten sie in dem Magazin Music Connection und erhielten Antwort von Joe Mitchell. Sechs Wochen später begannen die Aufnahmen zu Terror and Submission, welches ursprünglich Holy Terror heißen sollte, jedoch auf Drängen der Plattenfirma umbenannt wurde.
Im Herbst des Jahres 1987 ging die Band zusammen mit D.R.I. auf Tour in Europa.
Nach ihrer Rückkehr arbeiteten sie weiter an Terror and Submission, das Album wurde neu abgemischt, klang aber immer noch nicht so, wie die Band es sich gewünscht hatte. Das Album wurde in Großbritannien von Music For Nations und in den USA von Roadracer Records vertrieben.
Der Nachfolger Mind Wars wurde in nur 17 Tagen aufgenommen. Aus Mangel an finanziellen Mitteln wurde am Tag 17 bis 20 Stunden daran gearbeitet, weil dies die Studiokosten verringerte.
Im Sommer 1988 ging die Band zusammen mit D.R.I. und Kreator auf Tour durch Nordamerika. Zu dieser Zeit hatte Kurt Colfelt ein großes Problem mit Drogen.
Nach dieser Tour kaufte sich die Band einen Bus, um das Geld für Mietfahrzeuge zu sparen, doch schon beim ersten Einsatz ging der Bus kaputt. Das Geld zum Reparieren fehlte, also blieb Kurt mit einem Roadie zurück, um den Bus selbst wieder fahrbereit zu machen. Der Rest der Band reiste allein weiter und spielte die Auftritte ohne Kurt. Dieser versuchte nach gelungener Reparatur wieder zur Band aufzuschließen, der Bus jedoch machte immer mehr Probleme.
Nach dieser Tour durfte die Band vier Konzerte für Motörhead eröffnen. Im Winter 1988 gingen sie mit Exodus und Nuclear Assault erneut auf Europa-Tournee. Auf einem Konzert in Deutschland sagte der betrunkene Keith Deen in einem Interview, dass die Band einen Vertrag bei Roadrunner Records unterzeichnet hätte. Der Journalist rief bei Music for Nations an, um diese Information bestätigt zu wissen. Da die Tour selbst von Music for Nations gesponsert wurde, schloss man die Band von den weiteren Konzerten aus. Kurt versuchte telefonisch das Problem zu lösen, nach dem letzten Konzert in Zürich jedoch fanden sie ihr Equipment auf der Straße wieder. Ein Rückflug war nicht möglich, da die Tickets erst drei Wochen später für einen britischen Flughafen gebucht waren.
Die Band wollte unbedingt wieder bei der Tour dabei sein, also mieteten sie einen Kleinbus und fuhren nach Augsburg, um sich dort Equipment von Kreator zu leihen. Als sie dann jedoch bei einer Show ankamen, sahen sie gerade die Ersatz-Band an ihrer Stelle spielen. Der Tourmanager ging auf Kurt los, welcher sich wehrte und diesen ins Gesicht schlug. Die Band flüchtete aus der Lokalität, kurz darauf sagte der Gitarrist Mike Alvord, dass er die Band verlassen würde, weil er gegen Gewalt sei.
Der Rest der Band verbrachte zwei Wochen in München in dem Kleinbus, bis Keith erkrankte und man sich entschloss, ein Hotel-Zimmer zu buchen. Nach dieser Zeit flog die Band auf Kosten von Kurts Freundin zurück nach Amerika.

## Diskografie
- 1986: 1986 Demo (Demo)
- 1987: Terror and Submission (Music for Nations)
- 1988: Mind Wars (Music for Nations)
- 2006: El Revengo (Kompilation) (Blackend Records)